# René Duverger
René Duverger   (18è districte de París, 30 de gener de 1911 - Caen, 16 d'agost de 1983) fou un aixecador francès que va competir durant les dècades de 1920 i 1930.
El 1932 va prendre part en els Jocs Olímpics de Los Angeles, on guanyà la medalla d'or en la prova del pes lleuger, per a aixecadors amb un pes inferior a 67,5 kg, del programa d'halterofília. Quatre anys més tard, als Jocs de Berlín fou novè en la mateixa prova del programa d'halterofília.
En el seu palmarès també destaquen 10 títols nacionals (1930-34, 1936-37, 1943-45) i tres medalles al Campionat d'Europa d'halterofília del pes lleuger, una d'or, una de plata i una de bronze, entre 1930 i 1935.